# ويليام مارتن (لاعب كرة قدم)
ويليام مارتن (بالإنجليزية: William Martin)‏ (23 مارس 1885 بلندن في المملكة المتحدة - ) هو لاعب كرة قدم بريطاني (وحمل سابقاً جنسية المملكة المتحدة لبريطانيا العظمى وأيرلندا) في مركز الدفاع. لعب مع هدرسفيلد تاون.

## وصلات خارجية
- ويليام مارتن على موقع الاتحاد الدولي (مؤرشف)  (الإنجليزية)
- ويليام مارتن على موقع قاعدة بيانات كرة القدم.إي يو (الإنجليزية)
- ويليام مارتن على موقع أوليمبيديا (الإنجليزية)